# Lusanga
Lusanga, früher Leverville, ist eine Stadt in der Provinz Kwilu im Westen der Demokratischen Republik Kongo.

## Geografie
Lusanga liegt am linken Ufer des Kwilu in der Nähe der Einmündung des Kwenge in den Kwilu.

## Geschichte
Der Name von Lusanga in der belgischen Kolonialzeit war Leverville, nach dem Gründer der britischen Firma Unilever William Lever. 1911 unterzeichnete Lever einen Vertrag mit der Regierung Belgiens, in dem diese der Firma Unilever den Zugang zu den Palmölproduzenten ermöglichte. Die Hauptverwaltung für den Einkauf von Früchten der Ölpalme, für Palmöl und Palmkernöl wurde in Leverville eingerichtet. Ferner errichtete die Firma Huileries du Congo Belge eine große Fabrik zur Produktion von Palmöl in Leverville. Diese war eine von dreien im Bezirk Kwilu. 

## Verkehr
Lusanga liegt an der Nationalstraße N 1, die das Land von Kinshasa im Westen kommend nach Osten mit den ehemaligen Kasai-Provinzen (Occidental und Oriental) verbindet. Sie besitzt einen kleinen Flughafen mit dem IATA-Flughafencode LUS.